# سيتروين ساكسو
 سيتروين ساكسو كانت سيارة المدينة التي تنتجها الشركة المصنعة الفرنسية سيتروين الفترة من 1996 إلى 2003. وتباع أيضا في اليابان باسم سيتروين تشانسون . وشاركت العديد من أجزاء المحرك والجسم مع بيجو 106 (الذي كان في حد ذاته تطوير سيتروين يكس )، والفرق الرئيسي يجري الداخلية وألواح الجسم. وانتهى الإنتاج في عام 2003، عندما حل محله سيتروين C2 .

## نظرة عامة

### المحركات والأداء
وكانت جميع المحركات من سلسلة محركات بسا تو ‏ التي تعمل بالطاقة بيجو 205 من 1988 و سيتروين أكس، وكان جذورها قبل ذلك مع أوهك بسا X محرك ‏ مختلف السيارات بسا الأخرى المستخدمة، مثل فيزا سيتروين ، بيجو 104 وأوائل بيجو 205 . وشملت مجموعة خمسة محركات البنزين ومحرك ديزل واحد، وكلها الطبيعي يستنشق.
على الرغم من أن مخرجات الطاقة المعلنة منخفضة بالمقارنة مع هاتشباك صغيرة حديثة، أو حتى هاتشباك أخرى من الوقت، وكان وزن كبح عموما منخفضة جدا، حتى مع فتس مجموعة تتصدر لها وزن كبح فقط 935 كجم (2,061 رطل) ، مع نماذج محرك أصغر أخرى (باستثناء الديزل) حوالي 100 كجم أخف من هذا. وهذا يعني ارتفاع نسبة القوة إلى الوزن الذي يعني للتسارع اللائق وجعل السيارة مناسبة لقيادة المدينة.وبصرف النظر عن فتس التي لديها 16 صمامات، كانت جميع المحركات وحدات سوهك القديمة التي تعني انخفاض أرقام مبغ. حتى محرك 1.1 شعبية سوف تكافح من أجل تحقيق أكثر من 35-40mpg في المدينة عندما يقود بعناية.
كان 1.0 في وقت مبكر جدا تحت السلطة مع 1.1 يعتبر أفضل بكثير، لأنه كان ما يقرب من 200 سم مكعب أكبر وكان 30٪ أكثر من عزم الدوران.